# Alba Arnova
Alba Filomena Fossati, más conocida como Alba Arnova (Bernal, 15 de marzo de 1930-Roma, 11 de marzo de 2018) fue una actriz y bailarina argentina, que trabajó en dos películas en su país, pero realizó la mayor parte de su carrera artística en Italia.

## Biografía
Es hija de un inmigrante italiano que se radicó en Argentina y se destacó como bailarina clásica. Debutó en el cine en la película italiana Al diavolo la celebrità (1949) dirigida por Mario Monicelli y Steno y al año siguiente interpretó una estatua que cobra vida en el popular filme Milagro en Milán dirigida por Vittorio De Sica.Después de intervenir en Italia en una veintena de películas participó en dos en su país, en las que tuvo amplio lucimiento: Pájaros de cristal (1955), dirigida por Ernesto Arancibia y Una viuda difícil (1957), dirigida por Fernando Ayala.
Un clamoroso escándalo producido aproximadamente en 1955 frustró su carrera artística. Ese año apareció en escena en el canal Rai 1 de la televisión de Italia en el programa La piazzetta llevando unas calzas de color rosa que en la pantalla —de blanco y negro— daban la impresión de que estaba desnuda. Después de varias interpelaciones parlamentarias y la intervención de la Santa Sede, fue excluida de la televisión por decisión de las autoridades de la RAI, por lo cual decidió abandonar el mundo del espectáculo luego de casarse con el músico y director de orquesta Gianni Ferrio.

## Filmografía

### Actriz
- Al diavolo la celebrità, dir. Mario Monicelli y Steno (1949)
- La strada buia, dir. Sidney Salkow y Marino Girolami (1950)
- La cintura di castità, dir. Camillo Mastrocinque (1950)
- Milagro en Milán, dir. Vittorio De Sica (1950)
- Totó Tarzán, dir. Mario Mattoli (1951)
- Arrivano i nostri, dir. Mario Mattoli (1951)
- O.K. Nerone, dir. Mario Soldati (1951)
- Altri tempi, dir. Alessandro Blasetti (1952)
- Finalmente libero, dir. Mario Amendola (1953)
- Amarti è il mio peccato, dir. Sergio Grieco (1953)
- Aida, dir. Clemente Fracassi (1953)
- La mia vita è tua, dir Giuseppe Masini (1953)
- La Gioconda, dir. Giacinto Solito (1953)
- Amori di mezzo secolo, dir. Mario Chiari (1954)
- Cento anni d'amore, dir. Lionello De Felice (1954)
- Rojo y negro, dir. Domenico Paolella (1954)
- Addio mia bella signora, dir. Fernando Cerchio (1954)
- La signora dalle camelie, dir. Raymond Bernard (1954)
- Una donna prega, dir. Anton Giulio Majano (1954)
- Nuestros tiempos, dir. Alessandro Blasetti (1954)
- L'amante di Paride, dir. Marc Allègret (1954)
- Figaro, barbiere di Siviglia, dir. Camillo Mastrocinque (1955)
- I pinguini ci guardano, dir. Guido Leoni (1955)
- Il motivo in maschera, dir. Stefano Canzio (1955)
- Pájaros de cristal, dir. Ernesto Araciba (1955)
- Jerusalén liberada, dir. Carlo Ludovico Bragaglia (1957)
- Una viuda difícil, dir. Fernando Ayala (1957)
- Europa di notte, dir. Alessandro Blasetti (1959)